# Hickam Air Force Base

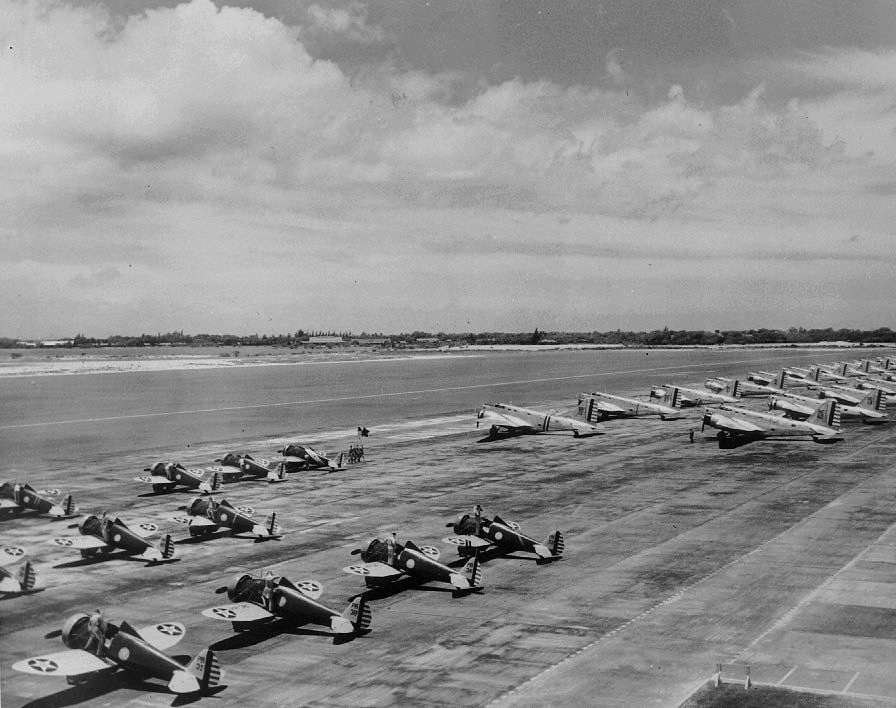
Boeing P-26 et Douglas B-18 sur la base de Hickam Field en janvier 1940

Hickam Air Force Base est une base de l'United States Air Force située près de la ville de Honolulu sur l’île d'O'ahu, dans l'archipel d'Hawaï. Elle est nommée en l'honneur du lieutenant-colonel américain Horace Meek Hickam (1885-1934), pionnier de l'aviation.
Hickam AFB partage ses pistes avec l'aéroport international d'Honolulu.
Début 2007, Hickam AFB abrite les grandes unités suivantes : 
- Quartier général des Pacific Air Forces
- 15th Airlift Wing
- 624th Regional Support Group
- 349th Airlift Wing (Air Force Reserve Command)
- 154th Wing de la Garde Nationale de Hawaï

Entre autres formations, le Defense POW/MIA Accounting Agency y a son siège.
En 2010, la Base navale de Pearl Harbor et la base Hickam fusionnent pour donner naissance à la Joint Base Pearl Harbor-Hickam (JBPHH).